# Teesside Steelers 2017
Questa voce raccoglie le informazioni riguardanti le Teesside Steelers nelle competizioni ufficiali della stagione 2017.

## Sapphire Series Division Two 2017

### Stagione regolare
| Tipton 25 febbraio 2017 | Teesside Steelers | 6 – 0 | Sandwell Steelers |  |

| Tipton 25 febbraio 2017 | Teesside Steelers | 19 – 6 | Chester Romans |  |

| Chester 11 marzo 2017 | Teesside Steelers | 44 – 12 | Cardiff Valkyries |  |

| Chester 11 marzo 2017 | Staffordshire Surge | 0 – 40 | Teesside Steelers |  |

| Billingham 25 marzo 2017 | Teesside Steelers | 39 – 0 | Staffordshire Surge |  |

| Billingham 25 marzo 2017 | Sandwell Steelers | 0 – 14 | Teesside Steelers |  |

| Burton upon Trent 8 aprile 2017 | Cardiff Valkyries | 6 – 26 | Teesside Steelers |  |

| Burton upon Trent 8 aprile 2017 | Chester Romans | 18 – 12 | Teesside Steelers |  |

## Statistiche di squadra
| Competizione      | %Vittorie | In casa | In casa | In casa | In casa | In casa | In casa | In trasferta | In trasferta | In trasferta | In trasferta | In trasferta | In trasferta | Totale | Totale | Totale | Totale | Totale | Totale |
| Competizione      | %Vittorie | G       | V       | N       | P       | Pf      | Ps      | G            | V            | N            | P            | Pf           | Ps           | G      | V      | N      | P      | Pf     | Ps     |
| ----------------- | --------- | ------- | ------- | ------- | ------- | ------- | ------- | ------------ | ------------ | ------------ | ------------ | ------------ | ------------ | ------ | ------ | ------ | ------ | ------ | ------ |
| Stagione regolare | .875      | 4       | 4       | 0       | 0       | 108     | 18      | 4            | 3            | 0            | 1            | 92           | 24           | 8      | 7      | 0      | 1      | 200    | 42     |
| Totale            | .875      | 4       | 4       | 0       | 0       | 108     | 18      | 4            | 3            | 0            | 1            | 92           | 24           | 8      | 7      | 0      | 1      | 200    | 42     |